# Club Nacional
Der Club Nacional ist ein Fußballverein aus Asunción, der Hauptstadt von Paraguay. Der Verein wurde 1904 gegründet und zählt neben Club Olimpia, Club Guaraní, Club Libertad und Club General Díaz zu den Vereinen die 1906 die Liga Paraguaya de Football Association initiierten, aus der sich der heutige nationale Fußballverband, die Asociación Paraguaya de Fútbol entwickelte.

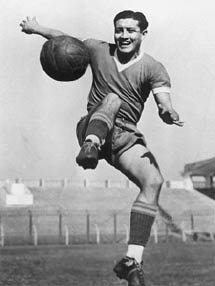
Arsenio Erico

Die Gründung des Vereins erfolgte 1905 durch ehemalige Schüler des Colegio Nacional de la Capital, einer der ältesten Privatschulen des Landes, unter dem Namen Nacional Football Club. Die Farben der Flagge Paraguays wurden zu den Vereinsfarben erkoren. Die Farben Weiß und Blau der Trikots sind die Farben der Schule.
Nacional wurde zwischen 1909 und 1946 sechs Mal Meister von Paraguay. Als zweiter paraguayischer Verein überhaupt erreichte Nacional 2014 das Finale der Copa Libertadores, was seinen größten internationalen Erfolg markiert. Nach einem 1:1 im Finalhinspiel in Asunción unterlag der Verein im entscheidenden Rückspiel in Buenos Aires gegen den argentinischen Vertreter Club Atlético San Lorenzo de Almagro mit 0:1.
Der Verein wird wegen seiner traditionell guten Jugendarbeit auch La Academia genannt. Auch der Star der Vereinsgeschichte Arsenio Erico, der auch als der größte Fußballspieler der Geschichte Paraguays angesehen wird, kam aus dem Nachwuchs von Nacional. Er spielte von 1930 bis 33 sowie von 1947 bis 49 bei Nacional. Dazwischen spielte er in Argentinien beim Bonarenser Vorortverein CA Independiente, wo er zum Rekordtorschützen der argentinischen Fußballgeschichte avancierte.
Nacional trägt seine Heimspiele im nach ihm benannten Estadio Arsenio Erico, vornehmlich als La Visera bekannt, im Stadtteil Barrio Obrero von Asunción aus. Das Stadion hat eine Kapazität von 10.000 Zuschauern.

## Erfolge
- Finalist der Copa Libertadores: 2014
- Fußballmeisterschaft von Paraguay: 1909, 1911, 1924, 1926, 1942, 1946
  - Apertura/Clausura: 2009 C, 2011 A, 2013 A

## Trainer
- 2008 bis 2009, 2015 bis 2016: Daniel Raschle[1]

## Spieler
- Manuel Fleitas Solich (1918–1927)
- Arsenio Erico (1930–1933, 1947–1949)
- Heriberto Herrera (~1950)
- Modesto Sandoval (1965–1968)
- Roberto Acuña (1989–1993)
- Óscar Cardozo (2004–2006)